# Super Force
Super Force  è una serie televisiva statunitense in 48 episodi trasmessi per la prima volta nel corso di 2 stagioni dal 1990 al 1992.
È una serie di fantascienza incentrata sulle vicende di un ex astronauta che usa un'avanzata tuta da combattimento e una moto per combattere il crimine nella città di Metroplex durante l'anno 2020. La tuta ha una grande resistenza ed è provvista di un armamento, mentre la moto ha una serie di gadget e armi in stile James Bond.

## Trama
L'astronauta Zachary Stone ritorna dalla sua acclamata missione spaziale su Marte e scopre che suo fratello, un agente di polizia, è stato assassinato ed i criminali responsabili sono ancora latitanti. Frustrato per la mancanza di progresso da parte della polizia nelle indagini, Zach decide di scovare da sé i killer per consegnarli alla giustizia e si unisce al dipartimento di polizia di Metroplex come detective. Dopo aver rischiato la vita in uno dei suoi primi tentativi d'indagine, Zach viene avvicinato da FX Spinner, un ricercatore presso la Industries Hungerford, che ha sviluppato un prototipo di super-tuta che non sarà mai utilizzata sul campo per mancanza di finanziamenti.
Dopo l'omicidio del fondatore di Hungerford Industries, E.B. Hungerford, amico della famiglia Stone, Zach convince FX a modificare la tuta per scopi di combattimento. Con l'ulteriore ausilio di una moto prototipo, i due formano una squadra di vigilantes denominata "Super Force" coadiuvata da una intelligenza artificiale computerizzata basata su una miscela di aspetti personali di Hungerford, sul suo profilo psicologico e su vari file aziendali.
Durante la seconda stagione, Zach ottiene anche limitati poteri psichici, frutto della sua esperienza di pre-morte nell'episodio finale della prima stagione. Nella seconda stagione entra a far parte del team l'ufficiale di polizia Zander Tyler.

## Personaggi e interpreti
- Detective Zachary Stone (48 episodi, 1990-1992), interpretato da Ken Olandt.
- E.B. Hungerford (48 episodi, 1990-1992), interpretato da Patrick Macnee.
- F.X. Spinner (47 episodi, 1990-1992), interpretato da Larry B. Scott.
- Carla Frost (21 episodi, 1990-1991), interpretata da Lisa Niemi.
- Merkel (8 episodi, 1991-1992), interpretato da Antoni Corone.
- Zander Tyler (7 episodi, 1991-1992), interpretata da Musetta Vander.
- Crystal (6 episodi, 1991-1992), interpretato da Ginger Lynn Allen.
- Punk (6 episodi, 1990-1991), interpretato da Donald Morgan.
- Rhea Nine (4 episodi, 1991-1992), interpretata da Micha Espinosa.
- Cadet Kline (4 episodi, 1991), interpretato da Catherine Hader.

### Guest star
Tra le guest star: Peter Palmer, Kareen Germain, Bob Sokoler, Roger Floyd, Judy Clayton, Paul Vroom, Sydney Penny, Tom Schuster, Carmen Alexander, Shanna Teare, Denis Forest, George Colangelo, Lamont Lofton, Ronald Knight, Robert Reynolds, Sonya Mattox, Barbara Treutelaar, Ginger Lynn Allen, Catherine Hader, Peggy O'Neal e Marshall R. Teague.

## Produzione
La serie, ideata da James J. McNamara, fu prodotta da Premiere e Viacom Enterprises e girata negli studios della Universal ad Orlando, in Florida. Le musiche furono composte da Joel Goldsmith e Kevin Kiner.

### Registi
Tra i registi sono accreditati:
- Sidney Hayers in 7 episodi (1991-1992)
- Tom DeSimone in 6 episodi (1991-1992)
- Chip Chalmers in 3 episodi (1990-1992)
- David Nutter in 3 episodi (1990)
- Michael Attanasio in 3 episodi (1991-1992)
- Roderick Taylor in 3 episodi (1991)
- Robert Short in 2 episodi (1991-1992)
- Richard Compton in 2 episodi (1991)
- Russ Mayberry in 2 episodi (1991)
- Les Landau
- William Mickelberry
- John Nicolella

### Sceneggiatori
Tra gli sceneggiatori sono accreditati:
- Larry Brody in 37 episodi (1990-1992)
- Jeffrey Mandel in 35 episodi (1990-1992)
- Bruce A. Taylor in 35 episodi (1990-1992)
- Roderick Taylor in 35 episodi (1990-1992)
- Janis Hendler in 28 episodi (1990-1992)
- James J. McNamara in 28 episodi (1990-1992)
- Timothy J. Lonsdale

## Distribuzione
La serie fu trasmessa negli Stati Uniti dal 5 ottobre 1990 al 26 maggio 1992 in syndication. In Italia è stata trasmessa con il titolo Super Force.
Alcune delle uscite internazionali sono state:
- negli Stati Uniti il 5 ottobre 1990 (Super Force)
- in Finlandia (Iskuryhmä)
- in Francia (Super Force)
- in Italia (Super Force)

## Episodi
| Stagione         | Episodi | Prima TV USA |
| ---------------- | ------- | ------------ |
| Prima stagione   | 26      | 1990-1991    |
| Seconda stagione | 22      | 1991-1992    |